# Madeira Challenger 1991
Il Madeira Challenger 1991 è stato un torneo di tennis facente parte della categoria ATP Challenger Series nell'ambito dell'ATP Challenger Series 1991. Il torneo si è giocato a Madeira in Portogallo dal 16 al 22 settembre 1991 su campi in cemento.

## Vincitori

### Singolare
Byron Black ha battuto in finale  Nicolás Pereira con il punteggio di 6–3, 6–4

### Doppio
John-Laffnie de Jager /  Byron Talbot hanno battuto in finale  Byron Black /  T. J. Middleton con il punteggio di 2–6, 7–6, 6–4